# Antonio Parrinello
Antonio Casimiro Parrinello (Castelvetrano, 2 de octubre de 1988) es un exciclista italiano que fue profesional desde 2012 hasta 2017.

## Palmarés
2011 (como amateur)
- Ruota d'Oro

2016
- Ronde de l'Oise
- Puchar Uzdrowisk Karpackich

2017
- Gran Premio Adria Mobil